# Igreja do Bom Jesus do Bonfim das Águas Vermelhas
A Igreja do Bom Jesus do Bonfim das Águas Vermelhas, também conhecida como Capela de João Camargo ou ainda Associação Espírita e Beneficente Capela do Senhor do Bonfim, é o templo de uma religião sincretista, que mistura cultos cristãos e afro-brasileiros, fundada em Sorocaba, em 1906, pelo religioso João de Camargo. Construída em 1907 no antigo bairro das Águas Vermelhas (hoje o bairro nobre Jardim Vergueiro) e ampliada em 1910, junto à margem esquerda do córrego da Água Vermelha, na Avenida Barão de Tatuí, 1.083, onde está o túmulo de Nhô João, como seu fundador era conhecido. Em um anexo da capela funcionou uma escola, até cerca de 1961, fundada pelo próprio João de Camargo na década de 1920, porém em outro edifício.

## João de Camargo
João de Camargo (Sarapuí, 05/07/1858 - Sorocaba, 28/09/1942) viveu em Sorocaba de 1888 a 1942, homem alegadamente dotado de dons e de cura. Segundo seus seguidores, conseguia curar doenças através de óleos e ervas, sem usar nenhum outro artifício. Nesta capela, por ele fundada, foi procurado por pessoas do mundo todo e sempre levou uma vida dedicada aos mais necessitados.
Em 1913, João de Camargo foi processado judicialmente, acusado de praticar o curandeirismo. Foi absolvido e, para se proteger de perseguições, criou em sua capela a Associação Espírita e Beneficente Capela do Senhor do Bonfim, que foi reconhecida como pessoa jurídica em fevereiro de 1921.

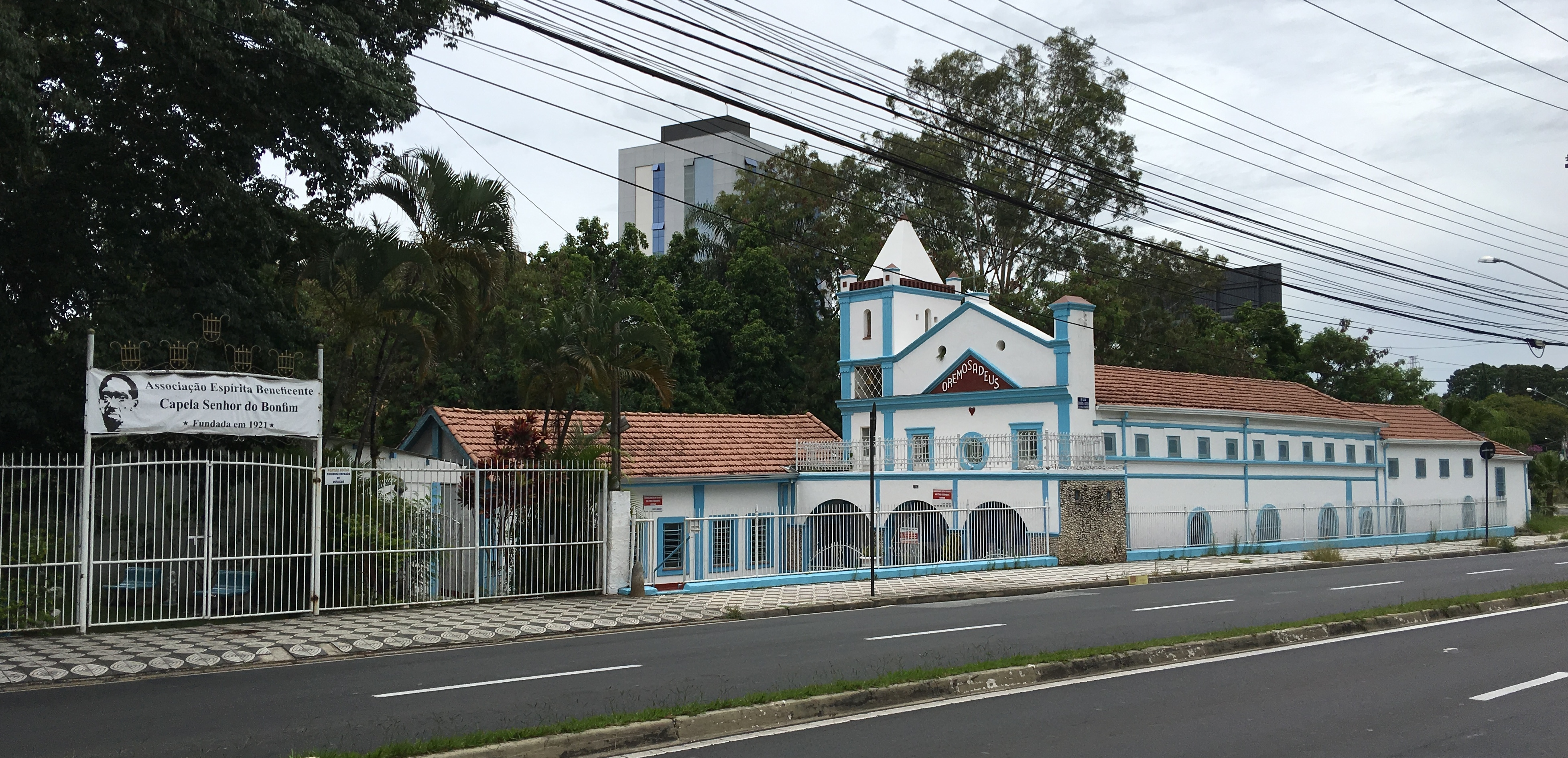
Igreja do Bom Jesus do Bonfim das Águas Vermelhas de Sorocaba (Capela de João de Camargo).

João de Camargo, sua saga e sua obra são o tema do filme Cafundó, do diretor Paulo Betti.